# Ežerėlis
Ežerėlis (lit.  ežeras, der See) ist eine Stadt der Rajongemeinde Kaunas im Bezirk Kaunas, Litauen. Die Stadt liegt 25 km von der Stadt Kaunas entfernt inmitten von Torfmooren, welche die wirtschaftliche Lebensgrundlage der Siedlung darstellen.

## Geschichte
Während des Ersten Weltkriegs wurde Litauen ab Sommer 1915 von der deutschen Armee besetzt. Die Deutschen begannen, Torf abzubauen und nach Deutschland zu exportieren, und gründeten zu diesem Zweck die Siedlung. Während des Zweiten Weltkriegs verpflichteten die Nazis Angehörige der Roma hier zur Zwangsarbeit. In der folgenden Sowjetzeit wurde der Torfabbau weiter ausgebaut und die Siedlung 1956 zu einer Stadt erhoben.

## Bevölkerung
Der Ort hatte bei der Volkszählung von 2021 eine Einwohnerzahl von 1640 Personen, davon 742 Männer und 898 Frauen.
| Jahr | Einwohnerzahl |
| ---- | ------------- |
| 1959 | 2189          |
| 1989 | 2151          |
| 2001 | 2051          |
| 2011 | 1820          |
| 2021 | 1640          |

## Bilder

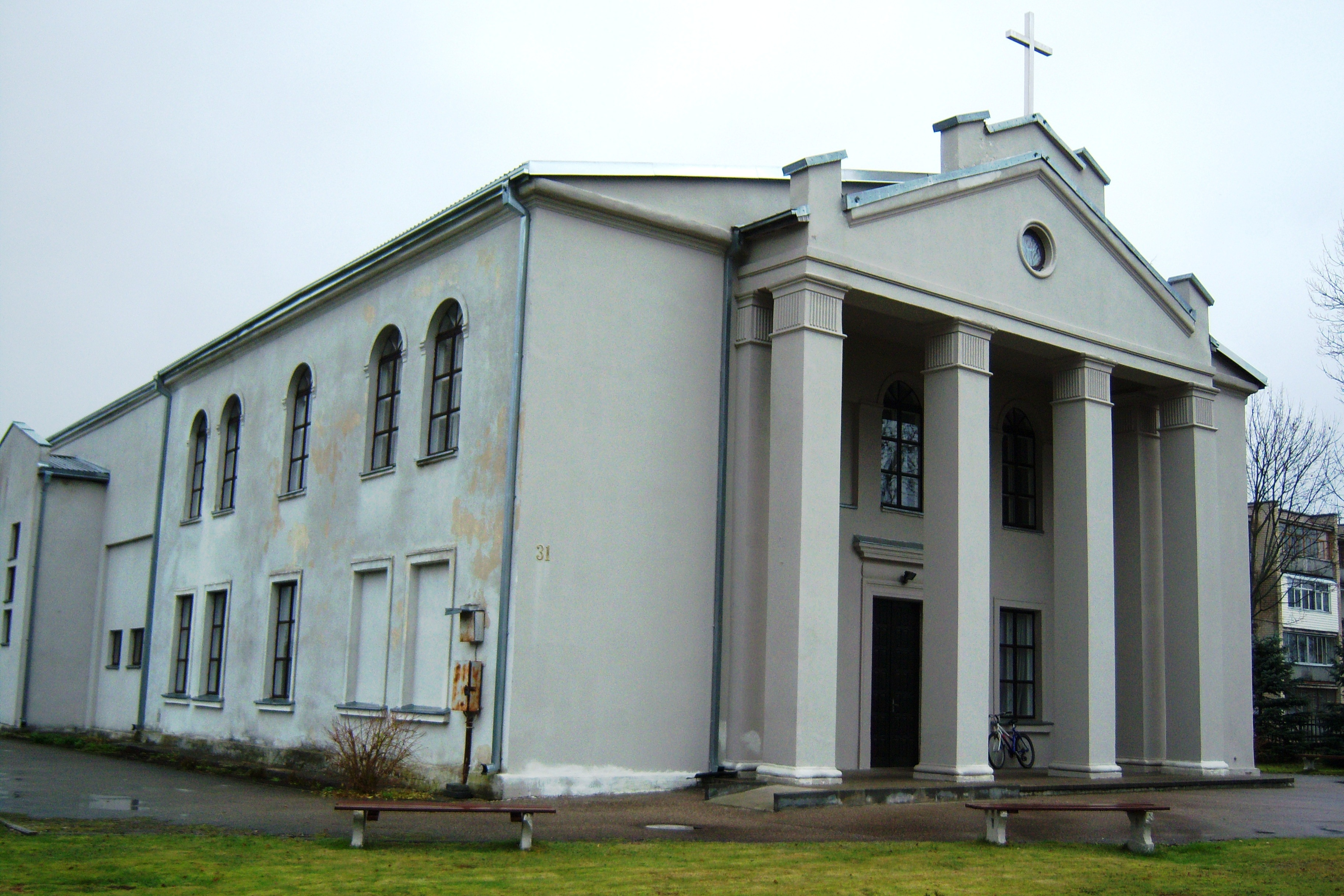
Kirche von Ežerėlis
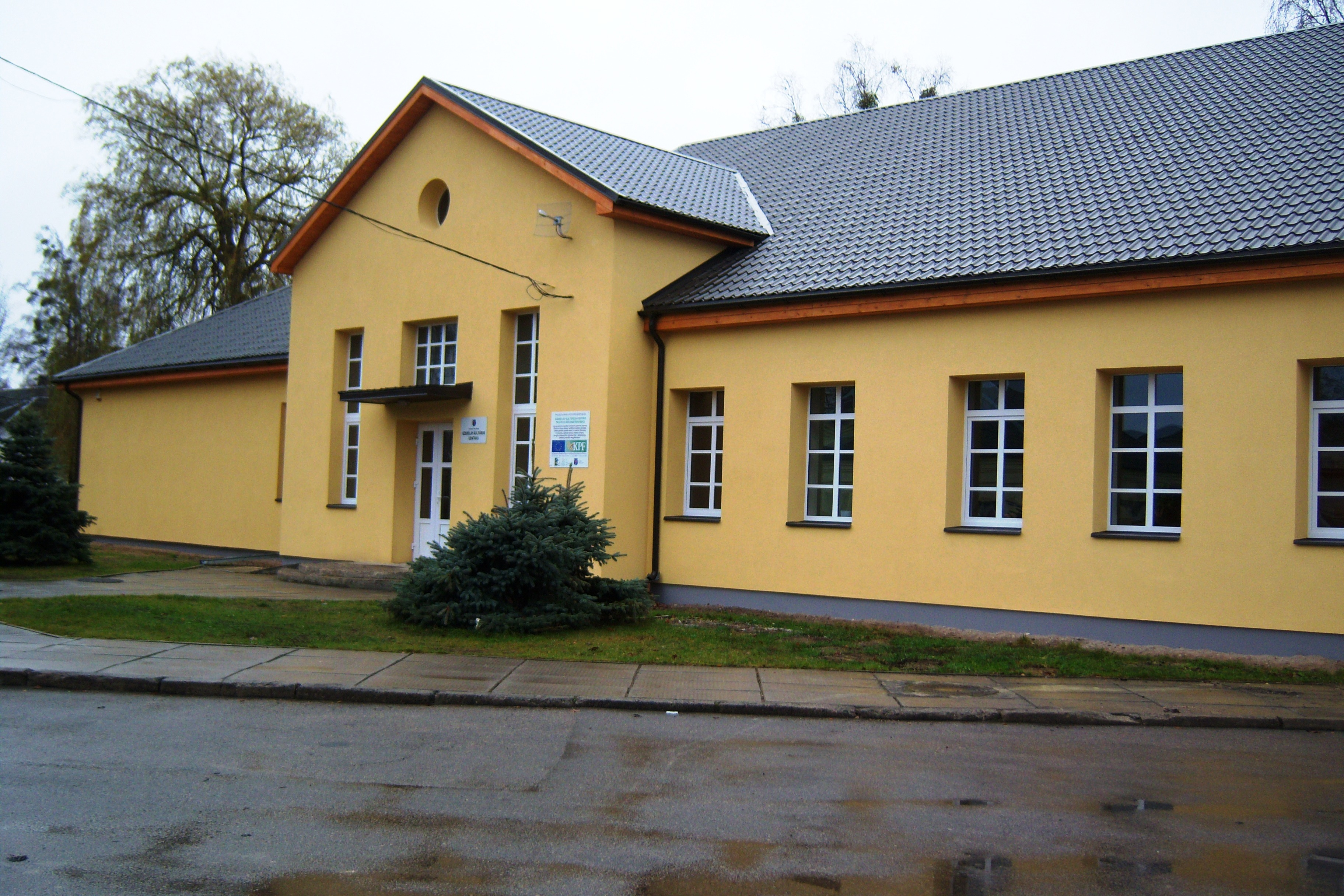
Kulturzentrum
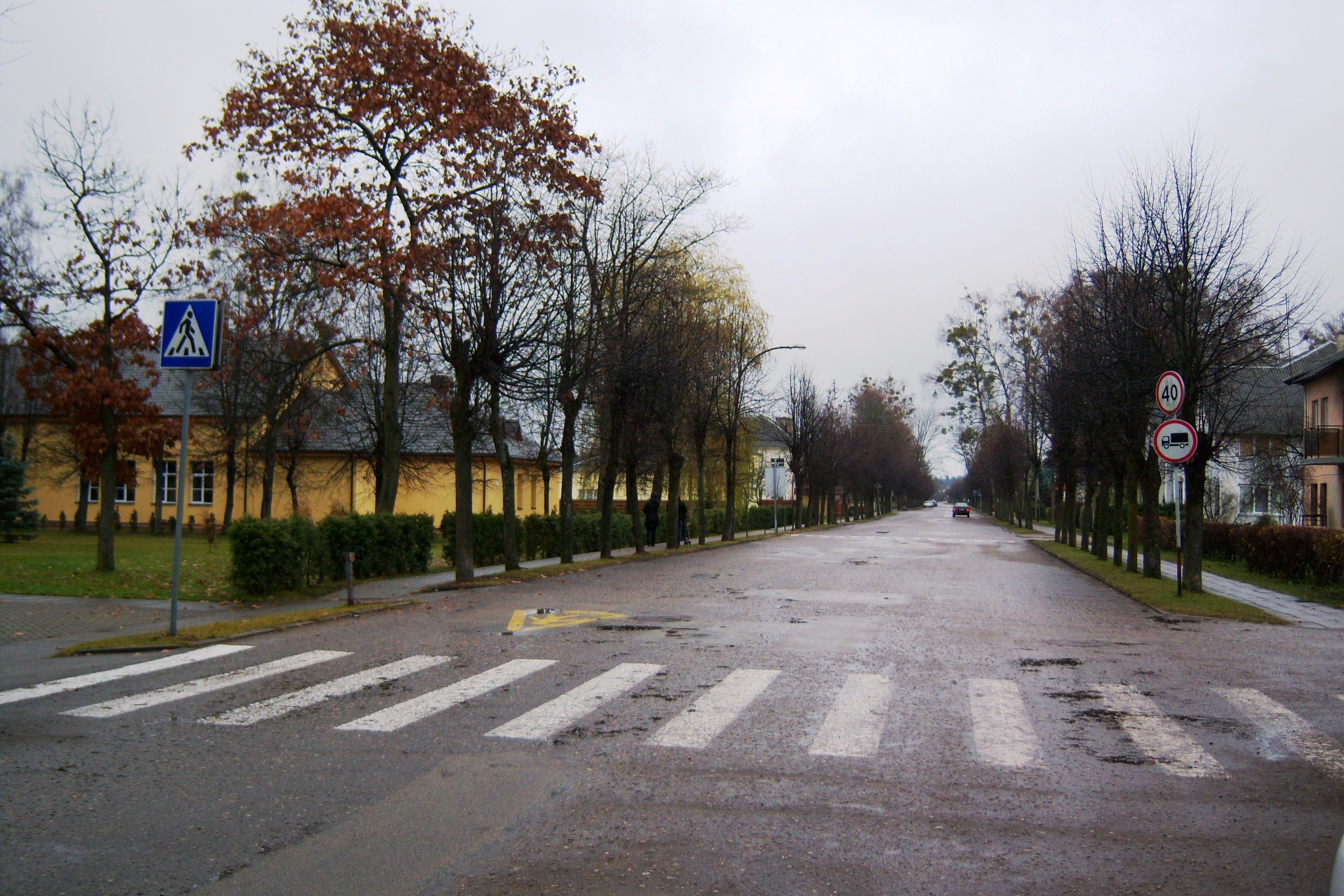
Ortszentrum